# Анджей Вронський
Анджей Адам Вронський (пол. Andrzej Adam Wroński; нар. 8 жовтня 1965, Картузи, Поморське воєводство) — польський борець греко-римського стилю, чемпіон, срібний та дворазовий бронзовий призер чемпіонатів світу, триразовий чемпіон та дворазовий бронзовий призер чемпіонатів Європи, дворазовий чемпіон Олімпійських ігор. Включений до Всесвітньої Зали слави Міжнародної федерації об'єднаних стилів боротьби (FILA).

## Біографія
Боротьбою почав займатися з 1976 року. Виступав за борцівський клуб «Легія» Варшава. Тренер Болеслав Дубицький. Найкращий польський спортсмен 1994 року за голосуванням читачів видання «PS». Прапороносець польської команди на літні Олімпійських іграх 2000 року в Сіднеї.
Виступав також у змішаних єдиноборствах.
У 2000 році підозрювався в причетності до злочинної групи, що спеціалізувалася в шахрайстві.

## Спортивні результати

### Виступи на Олімпіадах
| Змагання                    | Збірна | Вагова категорія                  | Місце  |
| --------------------------- | ------ | --------------------------------- | ------ |
| Літні Олімпійські ігри 1988 | Польща | греко-римська боротьба, до 100 кг | Золото |
| Літні Олімпійські ігри 1992 | Польща | греко-римська боротьба, до 100 кг | 4      |
| Літні Олімпійські ігри 1996 | Польща | греко-римська боротьба, до 100 кг | Золото |
| Літні Олімпійські ігри 2000 | Польща | греко-римська боротьба, до 97 кг  | 13     |

### Виступи на Чемпіонатах світу
| Змагання                        | Збірна | Вагова категорія                  | Місце  |
| ------------------------------- | ------ | --------------------------------- | ------ |
| Чемпіонат світу з боротьби 1987 | Польща | греко-римська боротьба, до 100 кг | 13     |
| Чемпіонат світу з боротьби 1989 | Польща | греко-римська боротьба, до 100 кг | 5      |
| Чемпіонат світу з боротьби 1991 | Польща | греко-римська боротьба, до 100 кг | 9      |
| Чемпіонат світу з боротьби 1993 | Польща | греко-римська боротьба, до 100 кг | Бронза |
| Чемпіонат світу з боротьби 1994 | Польща | греко-римська боротьба, до 100 кг | Золото |
| Чемпіонат світу з боротьби 1995 | Польща | греко-римська боротьба, до 100 кг | 4      |
| Чемпіонат світу з боротьби 1997 | Польща | греко-римська боротьба, до 97 кг  | Бронза |
| Чемпіонат світу з боротьби 1998 | Польща | греко-римська боротьба, до 97 кг  | 8      |
| Чемпіонат світу з боротьби 1999 | Польща | греко-римська боротьба, до 97 кг  | Срібло |
| Чемпіонат світу з боротьби 2003 | Польща | греко-римська боротьба, до 120 кг | 12     |

### Виступи на Чемпіонатах Європи
| Змагання                         | Збірна | Вагова категорія                  | Місце  |
| -------------------------------- | ------ | --------------------------------- | ------ |
| Чемпіонат Європи з боротьби 1989 | Польща | греко-римська боротьба, до 100 кг | Золото |
| Чемпіонат Європи з боротьби 1990 | Польща | греко-римська боротьба, до 100 кг | Бронза |
| Чемпіонат Європи з боротьби 1992 | Польща | греко-римська боротьба, до 100 кг | Золото |
| Чемпіонат Європи з боротьби 1993 | Польща | греко-римська боротьба, до 100 кг | 4      |
| Чемпіонат Європи з боротьби 1994 | Польща | греко-римська боротьба, до 100 кг | Золото |
| Чемпіонат Європи з боротьби 1996 | Польща | греко-римська боротьба, до 100 кг | Бронза |
| Чемпіонат Європи з боротьби 1999 | Польща | греко-римська боротьба, до 97 кг  | 11     |

### Виступи на інших змаганнях
| Змагання                                                        | Збірна | Вагова категорія                  | Місце  |
| --------------------------------------------------------------- | ------ | --------------------------------- | ------ |
| Гала гран-прі FILA 1988                                         | Польща | греко-римська боротьба, до 100 кг | Срібло |
| Гран-прі Німеччини з боротьби 1988                              | Польща | греко-римська боротьба, до 100 кг | 4      |
| Гран-прі Німеччини з боротьби 1989                              | Польща | греко-римська боротьба, до 100 кг | Срібло |
| Гран-прі Німеччини з боротьби 1993                              | Польща | греко-римська боротьба, до 100 кг | Бронза |
| Гран-прі Німеччини з боротьби 1995                              | Польща | греко-римська боротьба, до 100 кг | Золото |
| Тестовий турнір FILA 1998                                       | Польща | греко-римська боротьба, до 130 кг | Срібло |
| Чемпіонат світу з боротьби серед військовослужбовців 2003       | Польща | греко-римська боротьба, до 120 кг | Срібло |
| Олімпійський кваліфікаційний турнір з боротьби 2004 (Новий Сад) | Польща | греко-римська боротьба, до 120 кг | 10     |

### Виступи на змаганнях молодших вікових груп
| Змагання                                     | Збірна | Вагова категорія                 | Місце |
| -------------------------------------------- | ------ | -------------------------------- | ----- |
| Чемпіонат світу з боротьби серед молоді 1985 | Польща | греко-римська боротьба, до 90 кг | 5     |